# فرانكو ترويانسكي
فرانكو ترويانسكي (بالإسبانية: Franco Troyansky) (6 مارس 1997 في الأرجنتين - ) هو لاعب كرة قدم أرجنتيني في مركز مهاجم ‏.

## روابط خارجية
- فرانكو ترويانسكي على موقع قاعدة بيانات كرة القدم.إي يو (الإنجليزية)
- فرانكو ترويانسكي على موقع Soccerway.com (الإنجليزية)